# François Déroche
François Louis Claude Déroche, né à Metz le 24 octobre 1952,, est un orientaliste, islamologue, et spécialiste en codicologie et en paléographie,.

## Biographie
François Déroche commence son parcours à l'École normale supérieure en 1973. Agrégé de lettres classiques en 1976, il passe son DEA d’égyptologie en 1978. Il est pensionnaire à la Bibliothèque nationale de France où il étudie les textes coraniques au département des manuscrits.
Ayant achevé ses études universitaires, François Déroche enseigne à l’Institut français d'études anatoliennes à Istanbul entre 1983 et 1986,. Il est ensuite sollicité en Suisse, pour une fonction de boursier de l'équipe scientifique à la Max van Berchem Foundation à Genève, de 1986 à 1988,,.
De retour en France, il exerce en tant que directeur d'études à l’École pratique des hautes études, dans la section Antiquités et codicologies arabes à partir de 1990,, et en tant que correspondant français de l’Académie des inscriptions et belles-lettres depuis 2001,.
Il est également membre de nombreuses sociétés savantes dont la Société asiatique, le Comité des travaux historiques et scientifiques et le Board of Experts de la Fondation al-Furqân Islamic Heritage à Londres,. Il est membre du Conseil d’administration et du conseil scientifique de l’École pratique des hautes études.
En mai 2009, il préside la Société d’études du Maghreb préhistorique, antique et médiéval (SEMPAM) ,,, et en 2011 il préside au 14e congrès international d’art turc,. François Déroche dispense toujours des cours et conférences à l'EPHE en 2013.
En mars 2015, il devient titulaire de la nouvelle chaire consacrée à l'Histoire du Coran au Collège de France.
Élu, le 28 janvier 2011, membre de l’Académie des inscriptions et belles-lettres, au fauteuil d’André Gouron, il est également membre de la Real Academia de Buenas Letras.

## Publications
François Déroche est l'auteur d'une quarantaine d’ouvrages touchant les manuscrits arabes et du monde islamique,,.
En 2014, Déroche publie Qurʾans of the Umayyads. A First Overview dans la prestigieuse collection Leiden Studies in Islam and Society, un livre majeur qui a été très favorablement reçu par la critique scientifique et qui présente les pratiques scripturales omeyyades. Dans cet ouvrage, où il adopte une attitude prudente envers la datation au carbone quatorze, il tente de rétablir des notions perdues concernant la transmission du Coran, il offre de riches informations concernant des récitations alternatives du Coran, et les origines d'orthographes arabes plus tardives, et il essaye de terminer une bonne fois pour toutes l'opinion de l'école hyper-critique concernant l'histoire islamique des débuts. Dans sa recherche, il compare également les manuscrits coraniques "classiques" avec le Palimpseste de Sanaa, et décrit pour la première fois des manuscrits archaïques méconnus.
- 1983 - Catalogue des manuscrits arabes, fascicules 1 et 2, Paris, Bibliothèque nationale (France), département des manuscrits, Bibliothèque nationale.
- 1989 - Manuscrits Moyen-Orient Essais de Codicologie et Paléographie, actes du colloque d’Istanbul, 26-29 mai 1986, Istanbul, Institut français d’études anatoliennes : Bibliothèque nationale.
- 1992 - The Abbasid Tradition: Qur'ans of the 8th And 10th Centuries Ad, Londres, Khalili Collections, 1992 ; traduit vers le persan, 2000.
- 1997 - Scribes et manuscrits du Moyen-Orient, Paris, Bibliothèque nationale de France.
- 2000 - Manuel de codicologie des manuscrits en écriture arabe, Paris, Bibliothèque nationale de France.
- 2004 - Le Livre manuscrit arabe : Préludes à une histoire, Paris, Bibliothèque nationale de France, impr.
- 2009 - Le Coran, Que sais-je ?, Paris, PUF.
- 2009 - La transmission écrite du Coran dans les débuts de l'islam. Le codex Parisino-petropolitanus, Leyde, Brill [12].
- 2014 - Qurʾans of the Umayyads. A First Overview, Leiden, Brill.
- 2016 - La Voix et le Calame : les chemins de la canonisation du Coran, Paris, Fayard. (Présentation de l'éditeur)
- 2019 - Le Coran, une histoire plurielle. Essai sur la formation du texte coranique, Paris, Seuil. (Présentation de l'éditeur)
- 2022 - Les livres du sultan. Matériaux pour une histoire du livre et de la vie intellectuelle du Maroc saadien (édition critique), Paris, Académie des Inscriptions et Belles-Lettres.

## Distinctions

### Décorations
- Chevalier de la Légion d'honneur[1],[13]
- Commandeur de l'ordre des Palmes académiques[1]

### Récompense
- Médaille de bronze du CNRS[1].